# Kuba na Letnich Igrzyskach Olimpijskich 2004
Kubę na Letnich Igrzyskach Olimpijskich 2004 reprezentowało 151 zawodników: 97 mężczyzn i 54 kobiety. Był to 18. występ reprezentacji Kuby na letnich igrzyskach olimpijskich. Reprezentacja zdobyła 27 medali. Pod względem liczby zdobytych medali był to trzeci występ w historii startów Kuby na igrzyskach olimpijskich.

## Zdobyte medale
| Medal  | Zawodnik | Dyscyplina    | Konkurencja                               | Rezultat                                                |
| ------ | --- | ------------- | ----------------------------------------- | ------------------------------------------------------- |
| Złoto  | Danny Betancourt Luis Borroto Frederich Cepeda Yorelvis Charles Michel Enríquez Norberto González Yulieski Gourriel Pedro Luis Lazo Roger Machado Jonder Martínez Danny Miranda Frank Montieth Vicyohandri Odelín Adiel Palma Eduardo Paret Ariel Pestano Alexei Ramírez Eriel Sánchez Antonio Scull Carlos Tabares Yoandri Urgellés Osmani Urrutia Manuel Vega Norge Luis Vera | Baseball      | turniej mężczyzn                          | w finale pokonali drużynę Australii 6:2                 |
| Złoto  | Yan Barthelemí | Boks          | waga papierowa (do 48 kg) mężczyźni       | w finale pokonał Turka Atagün Yalçinkaya                |
| Złoto  | Yuriorkis Gamboa | Boks          | waga musza (do 51 kg) mężczyzn            | w finale pokonał Francuza Jérôme Thomasa                |
| Złoto  | Guillermo Rigondeaux | Boks          | waga kogucia (do 54 kg) mężczyzn          | w finale pokonał Tajlandczyka Warapoja Petchkooma       |
| Złoto  | Mario Kindelán | Boks          | waga lekka (do 60 kg) mężczyzn            | w finale pokonał Brytyjczyka Amir Khana                 |
| Złoto  | Odlanier Solís | Boks          | waga ciężka (do 91 kg) mężczyzn           | w finale pokonał Białorusina Wiktara Zujeu              |
| Złoto  | Yumileidi Cumbá | Lekkoatletyka | pchnięcie kulą kobiet                     | 19,59 m                                                 |
| Złoto  | Osleidys Menéndez | Lekkoatletyka | rzut oszczepem kobiet                     | 71,53 m                                                 |
| Złoto  | Yandro Quintana | Zapasy        | styl wolny waga do 60 kg mężczyzn         | w finale pokonał Irańczyka Masouda Mostafę Jokara       |
| Srebro | Yudel Johnson | Boks          | waga lekkopółśrednia (do 64 kg) mężczyzn  | w finale uległ Tajlandczykowi Manusowi Boonjumnongowi   |
| Srebro | Lorenzo Aragon | Boks          | waga półśrednia (do 69 kg) mężczyzn       | w finale przegrał z Kazachem Bachtijarem Artajewem      |
| Srebro | Daima Beltrán | Judo          | waga powyżej 78 kg kobiet                 | w finale przegrała z Japonką Maki Tsukada               |
| Srebro | Ibrahim Rojas Ledys Balceiro | Kajakarstwo   | C-2 500 m mężczyzn                        | 1:40,350                                                |
| Srebro | Yipsi Moreno | Lekkoatletyka | rzut młotem kobiet                        | 73,36 m                                                 |
| Srebro | Yanelis Labrada Diaz | Taekwondo     | waga do 49 kg kobiet                      | w finale uległa Chen Shih-hsin z Tajpej                 |
| Srebro | Roberto Monzón | Zapasy        | styl klasyczny waga do 60 kg mężczyźni    | w finale przegrał z Koreańczykiem Jung Ji-Hyun          |
| Brąz   | Michel López | Boks          | waga superciężka (powyżej 91 kg) mężczyzn | w półfinale przegrał z Egipcjaninem Muhammadem Ali Ridą |
| Brąz   | Yordanis Arencibia | Judo          | waga do 66 kg mężczyzn                    |                                                         |
| Brąz   | Amarilis Savón | Judo          | waga do 52 kg kobiet                      |                                                         |
| Brąz   | Yurisleidy Lupetey | Judo          | waga do 57 kg kobiet                      |                                                         |
| Brąz   | Driulis González | Judo          | waga do 63 kg kobiet                      |                                                         |
| Brąz   | Yurisel Laborde | Judo          | waga do 78 kg kobiet                      | w półfinale przegrała z Chinką Xia Liu                  |
| Brąz   | Anier García | Lekkoatletyka | bieg na 110 m przez płotki mężczyzn       | 13,20                                                   |
| Brąz   | Yunaika Crawford | Lekkoatletyka | rzut młotem kobiet                        | 73,16 m                                                 |
| Brąz   | Rosir Calderon Mayvelis Martínez Yaima Ortíz Daimí Ramírez Yumilka Ruíz Nancy Carrillo Ana Ivis Fernández Liana Mesa Anniara Muñoz Dulce Téllez Marta Sánchez Zoila Barros | Siatkówka     | turniej kobiet                            | w meczu o 3. miejsce pokonały zespół Brazylii 3:1       |
| Brąz   | Juan Miguel Rodríguez | Strzelectwo   | skeet mężczyzn                            | 147 pkt                                                 |
| Brąz   | Iván Fundora | Zapasy        | styl wolny waga do 74 kg mężczyzn         | w walce o 3. miejsce pokonał Krystiana Brzozowskiego    |